# Pancar Jelobok
Pancar Jelobok is een bestuurslaag in het regentschap Bener Meriah van de provincie Atjeh, Indonesië. Pancar Jelobok telt 326 inwoners (volkstelling 2010).